# هایبرید ایر
هایبرید ایر (انگلیسی: Hybrid Air) شرکت هوانوردی  بریتانیایی است، که در سال ۲۰۰۷ توسط راجر مانک تأسیس شد.